# Pat Connaughton

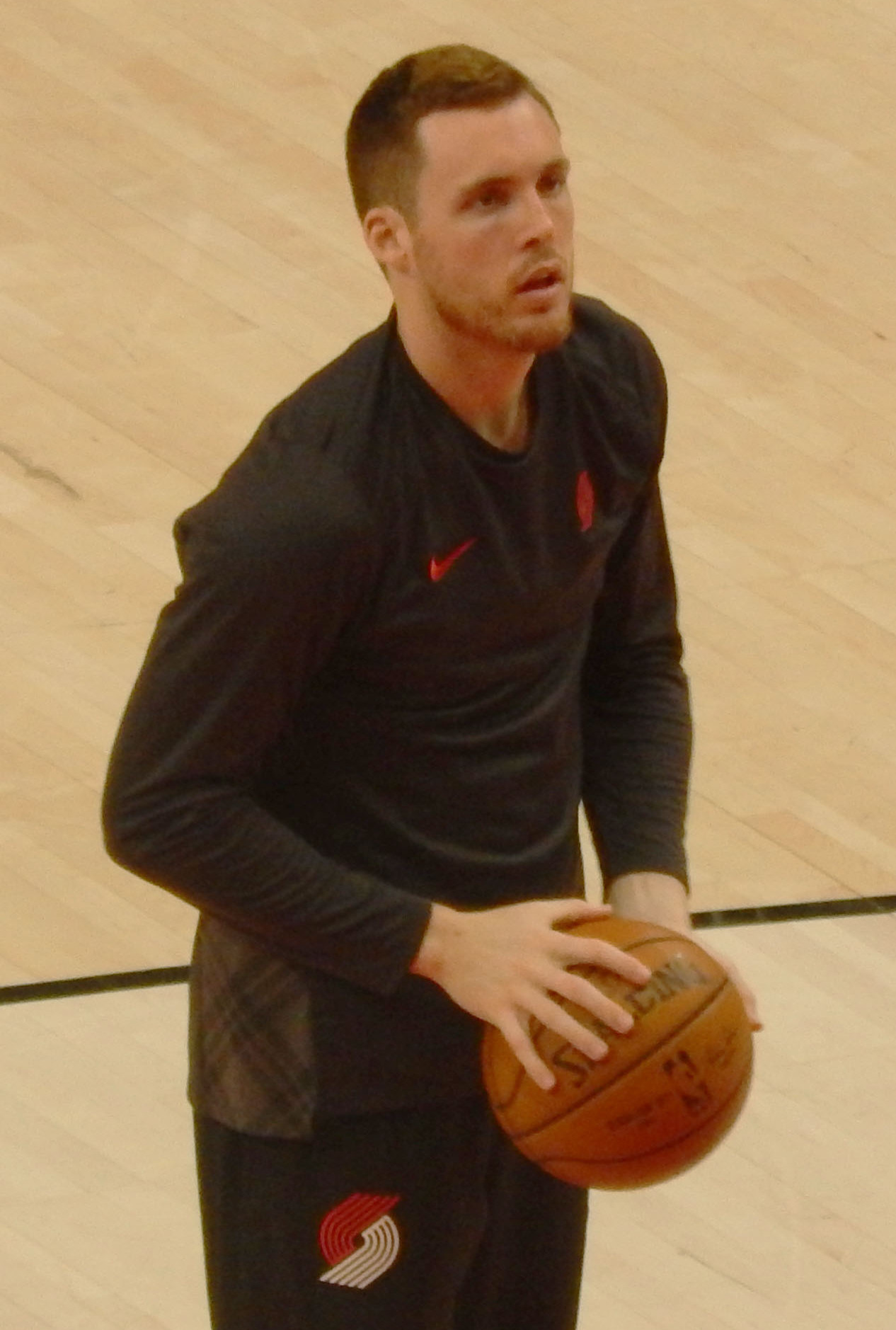
Pat Connaughton, 2018.

Patrick Bergin "Pat" Connaughton, född 6 januari 1993 i Arlington i Massachusetts, är en amerikansk professionell basketspelare (SG) som spelar för Charlotte Hornets i National Basketball Association (NBA). Han har tidigare spelat för Portland Trail Blazers och Milwaukee Bucks.
Connaughton var med och vinna NBA-mästerskapet med Milwaukee Bucks för säsongen 2020–2021.
Han draftades av Brooklyn Nets i andra rundan i 2015 års draft som 41:a spelare totalt.
Innan Connaughton blev proffs studerade han vid University of Notre Dame och spelade för deras idrottsförening Notre Dame Fighting Irish.